# 交椅洲
交椅洲（英語：Kau Yi Chau，亦作  或 ），又稱大交椅洲（英語：Tai Kau Yi Chau），是香港一座無人島嶼。交椅洲外型像交椅（古代中國傳統椅子），因而得名。

## 地理位置
交椅洲屬於離島區，位於坪洲及小交椅洲以東，喜靈洲及周公島以北。

## 島上設施
交椅洲並沒有民居，近岸有一座建在礁石上的編號81燈塔。山上有由海事處設立，用作海上交通控制的遙距雷達站和差分全球定位系統中央基準站，和一公共直升機坪。

## 軼事

### 美國軍艦擱淺

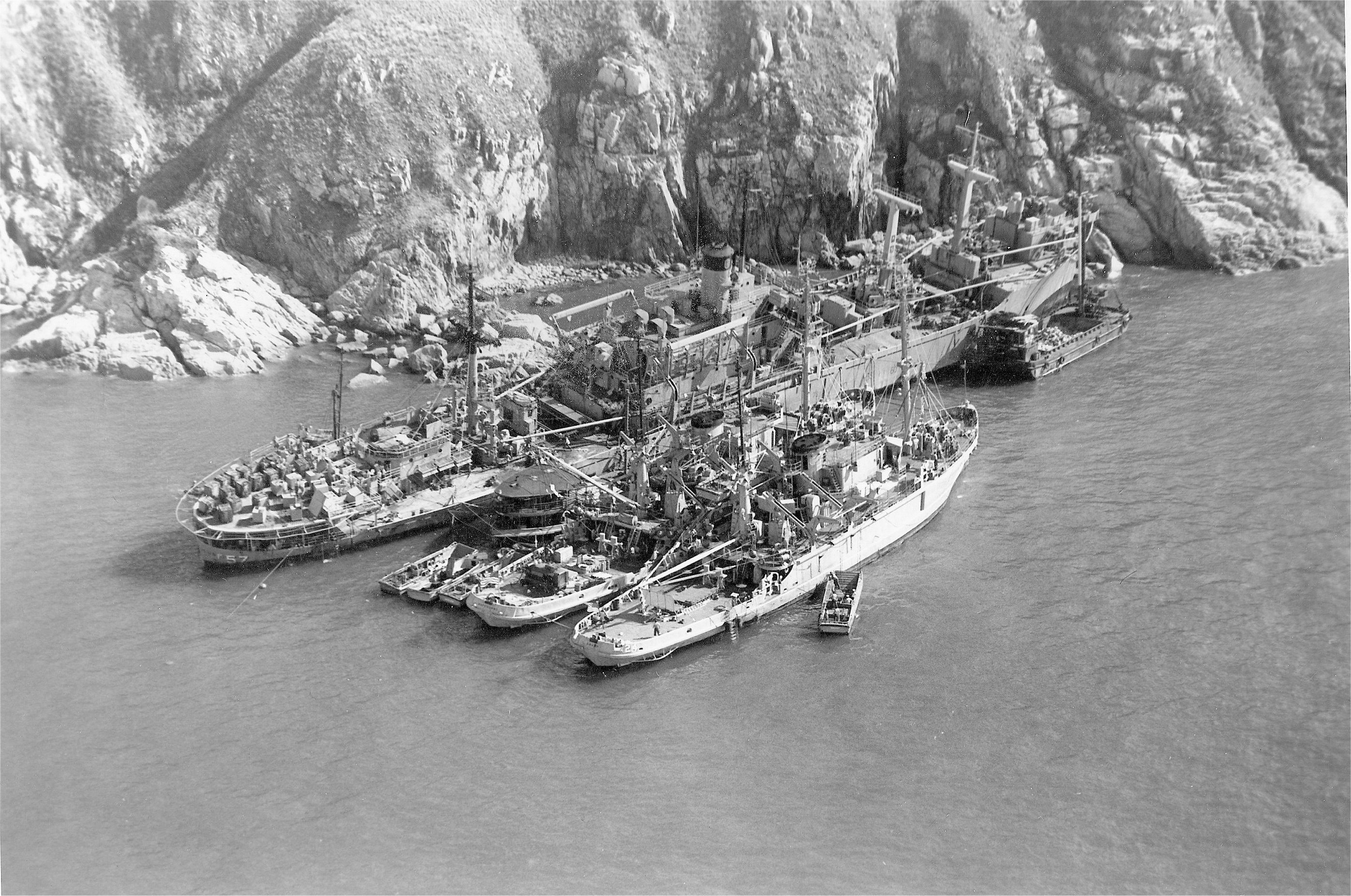
美國軍艦 Regulus 被颱風吹至擱淺

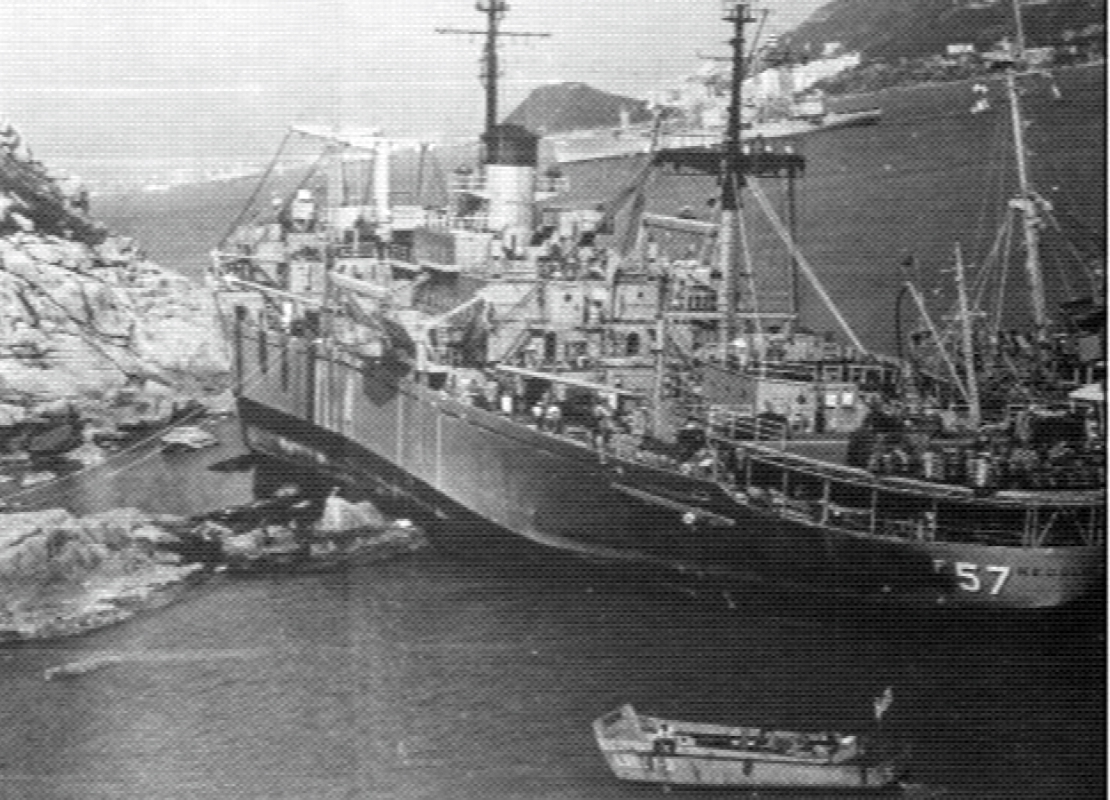
美國軍艦 Regulus 在颱風吹襲後，經三周試圖浮起失敗，美國海軍宣布停止打撈

1971年8月17日颱風露絲吹襲期間，美國軍艦Regulus在交椅洲海面擱淺，當局在接著三周試圖將之重新浮起，惟失敗告終。
Regulus 遂在1971年9月10日退役和拆毀。

### 解放軍軍艦擱淺
2018年9月16日，颱風山竹吹襲香港，解放軍駐港部隊一艘長42米的軍用交通艇「南交86」懷疑鋼錨被風吹斷，最終在交椅洲東面石灘擱淺，右邊船身有明顯的損毀。消息指當時艦艇上人員順利疏散。保安局解釋該艇為登陸避險。最後該艇在9月23日被吊上躉船運走。

## 大小交椅洲發展計劃
2005年香港政府曾經擬議進行交椅洲填海計劃，將大小交椅洲連接起來，發展該地為全新貨櫃碼頭和港口後勤用地，而且是建議中的10號幹線連接香港島和大嶼山香港迪士尼樂園度假區的海底隧道中途站，但是因為受到環境保護團體的強烈反對下，政府才被迫擱置大小交椅洲發展計劃。

## 東大嶼都會
香港政府於2012年公佈《優化土地供應策略：維港以外填海及發展岩洞》，研究增加土地供應，除5個近岸填海選址，另外提出於中部水域填海建造人工島。人工島範圍包括於喜靈洲及交椅洲附近水域填約1,000公頃土地，並保留原先島嶼之海岸線。2016年底《香港2030+：跨越2030年的規劃遠景與策略》研究提出整合梅窩未被充分利用的土地，並加上人工島之新增土地，開拓作香港未來第三個核心商業區，容納最多70萬人口及20萬職位。2018年施政報告，正式提出明日大嶼願景，推行有關計劃。

## 圖集

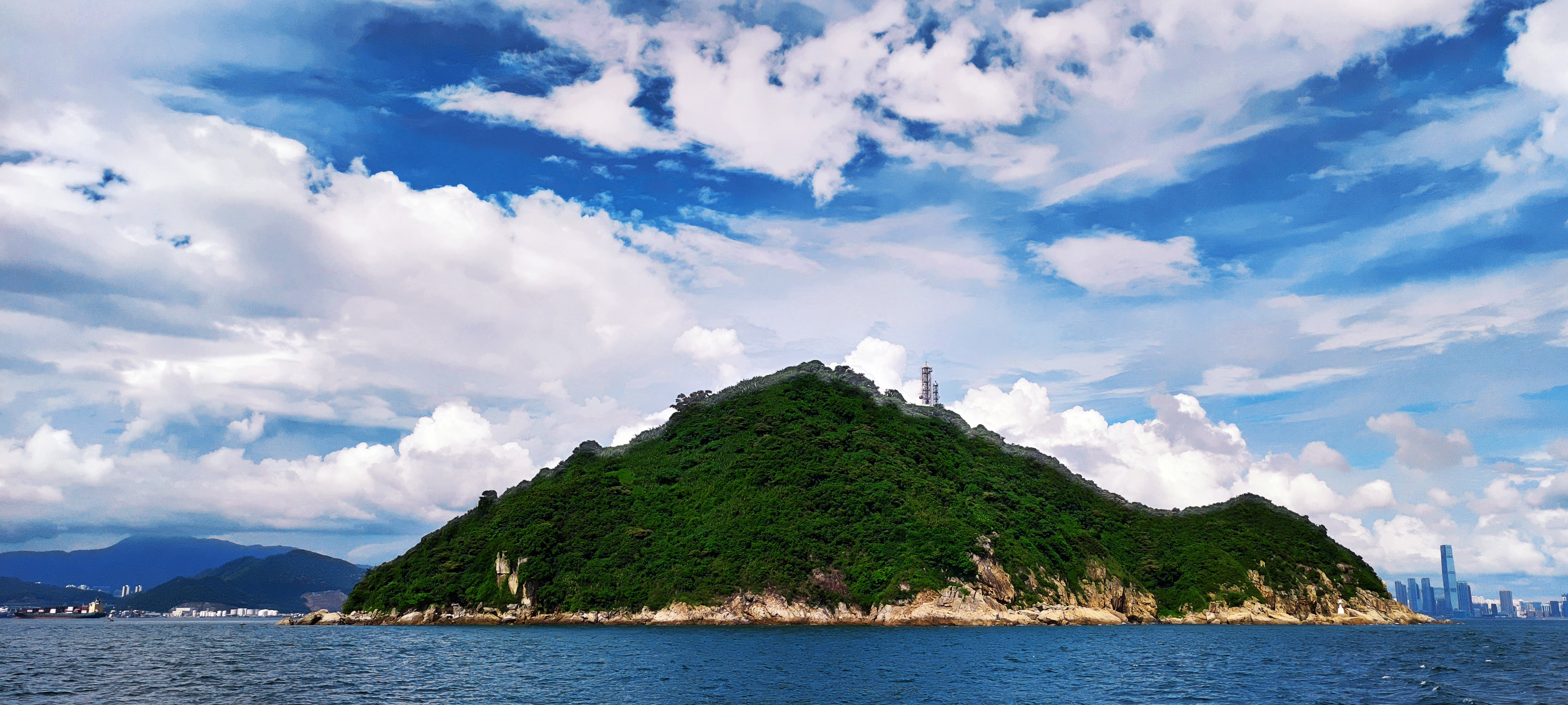
交椅洲全景
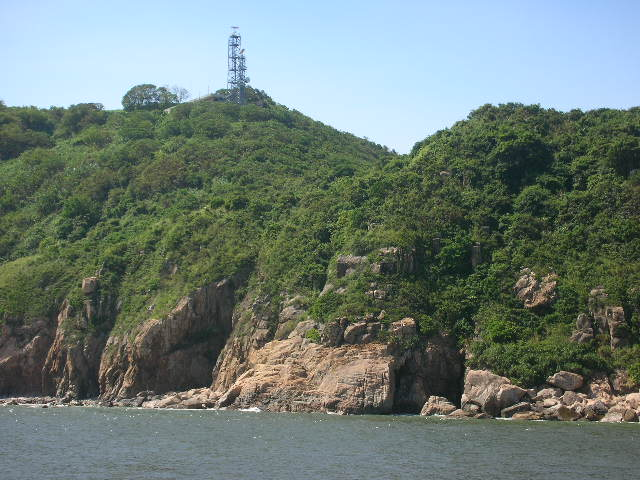
交椅洲近鏡
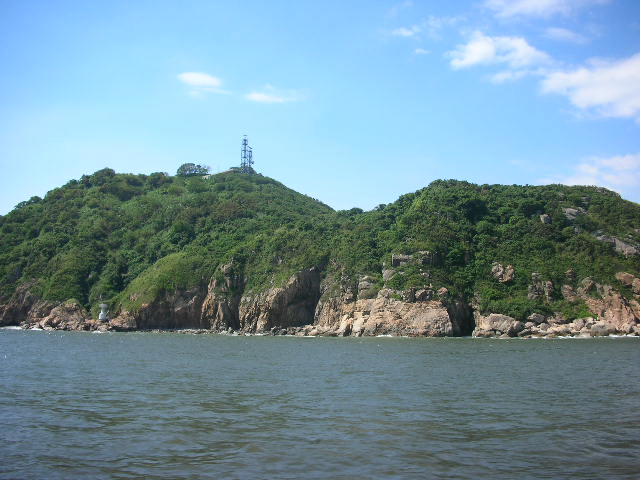
交椅洲近鏡

## 外部連結
维基共享资源上的相關多媒體資源：交椅洲